# Инстинкт агрессивности
«Инстинкт агрессивности» — четырнадцатый студийный альбом российской рок-группы анархического направления «Монгол Шуудан».

## История
Релиз стал первым после семилетнего перерыва. Он включает в себя 11 основных и 4 бонусных трека.

## Критика
Альбом оставил неоднозначную реакцию. Многие его ругают за слишком большое количество мата, за что на сайте ЯПлакалъ.com лидера группы, Валерия Скородеда, сравнили с «Шнуром».
По мнению InterMedia, альбом получился довольно предсказуемым, на 80% он состоит из бодрых боевиков на известную тему, среди которых сложно выделить удачи и неудачи. На общем энергичном, но однообразном фоне выделяется только «Хаос по округе».
В Darker Magazine отметили, что альбом получился качественным, но при этом хаотичным, хулиганистым и злобно-драйвовым. При прослушивании возникает ощущение участника большого кровавого и одновременно весёлого погрома.

## Список композиций
- «Седьмой патрон»
- «Рояль» — название взято из последней строчки припева: «Опосля в рояль насрали — чудно время провели!», которая также является строчкой из песни «Частушки» группы «Сектор Газа»[6]
- «Диверсант»
- «Винтик» — по мнению InterMedia, обильное количество мата даже украсило песню.[7]
- «Хаос по округе»
- «Финский нож» — припев является изменённой версией «Письма матери» Сергея Александровича Есенина.
- «Кожаный пиджак»
- «Встреча»
- «Свобода»
- «Комсомольское сердце»
- «Любовь разбойника»

В список бонусных треков входят: «Вонзая шпоры», «Четыре пули», «Чёрная шаль» и «Не моя забота».

## Участники записи
- Валерий Скородед — вокал, гитара
- Сергей Серяков — гитара, бас-гитара
- Алексей Портнов — ударные
- Сергей Махов — духовые
- Александр Ёрш, Али Гулиев, Константин Большаков — бэк-вокал